# Costa Atlântica Argentina
A Costa Atlântica é uma denominação popular na Argentina para referir-se as cidades com turismo baseado no atrativo "praia" (centros balneários); todas são margeadas pelo Oceano Atlântico. Em cada verão, são escolhidas por milhões de pessoas como destino para passar férias. Com o sentido referido, a "Costa Atlântica" na Argentina abarca o litoral marítimo das províncias de Buenos Aires, Río Negro, Chubut, e o extremo nordeste da Santa Cruz.
Esta região destaca por suas charmosas e amplas praias, algumas das quais permanecem virgens, as dunas e os bosques que se estendem ao largo da costa, dando lugar ao nascimento de pequenos aquentamentos, ideais para o descanso. 
Cabe dizer que cada cidade possui seu encanto particular, e se bem compartilham certos rasgos geográficos, se diferenciam notavelmente as umas das outras.
Estas são algumas das cidades turísticas balneárias mais importantes:

## Buenos Aires

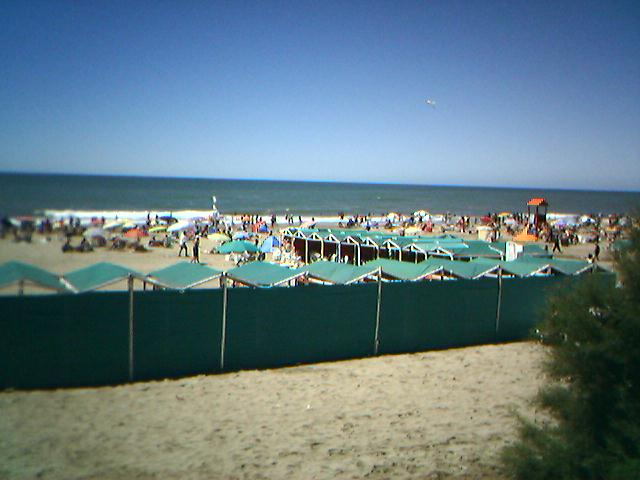
Praia na Villa Gesell

- San Clemente del Tuyú, Santa Teresita e Mar de Ajó apresentam um entorno ideal para desfrutar em família. São as mais próximas à cidade de Buenos Aires. Em San Clemente se pode desfrutar de suas águas termais, e do Oceanário Mundo Marino. Possui porto, mas sobre o Rio da Prata. Ao norte desta cidade, na Punta Rasa começa a costa marítima argentina.
- San Bernardo del Tuyú, Pinamar e Villa Gesell as preferidas pelos adolescentes e jovens para suas férias. Nos últimos anos, estas cidades têm apresentado um alto nível de crescimento populacional.
- Cariló, Mar de las Pampas e Mar Azul são cidades quase ocultas, tranqüilas e ideais para desfrutar a solidão da paz dos bosques. Se as denomina Cidades lentas.

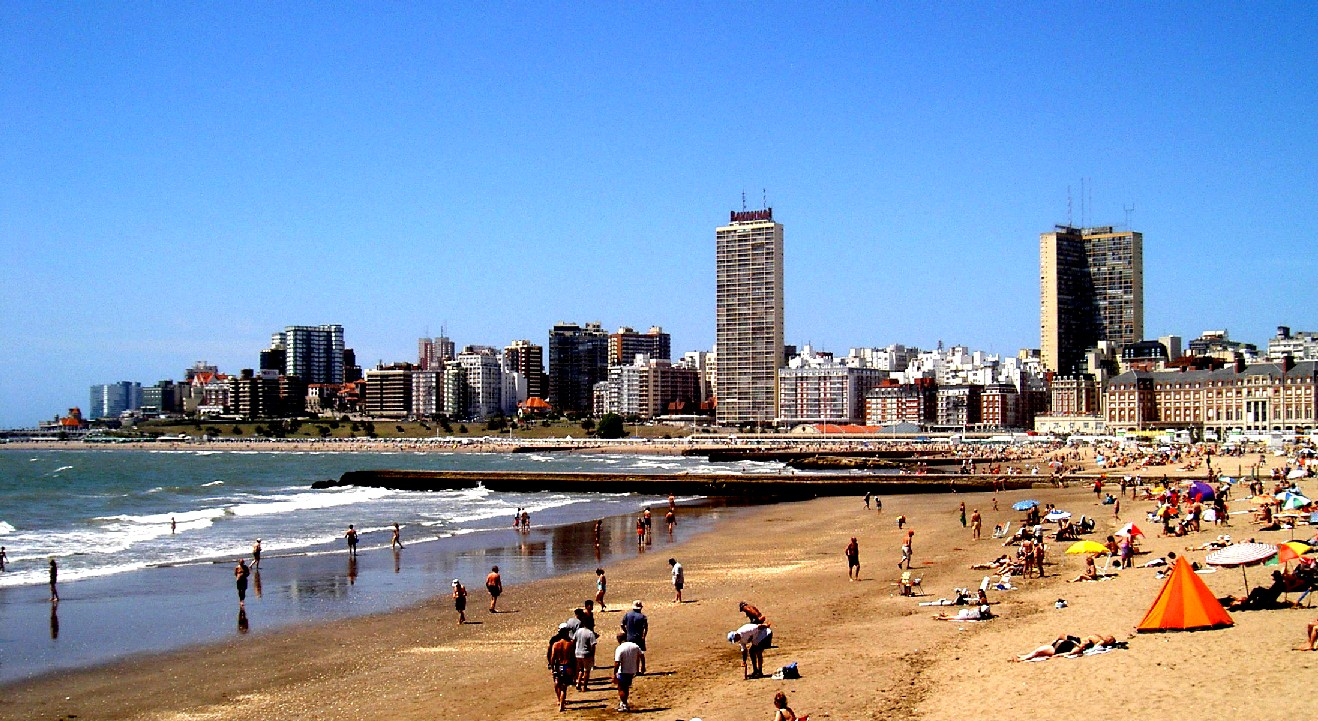
Mar del Plata é a maior cidade e a mais famosa da Costa Atlântica, com cerca de 650.000 habitantes e 3 milhões de turistas ao ano

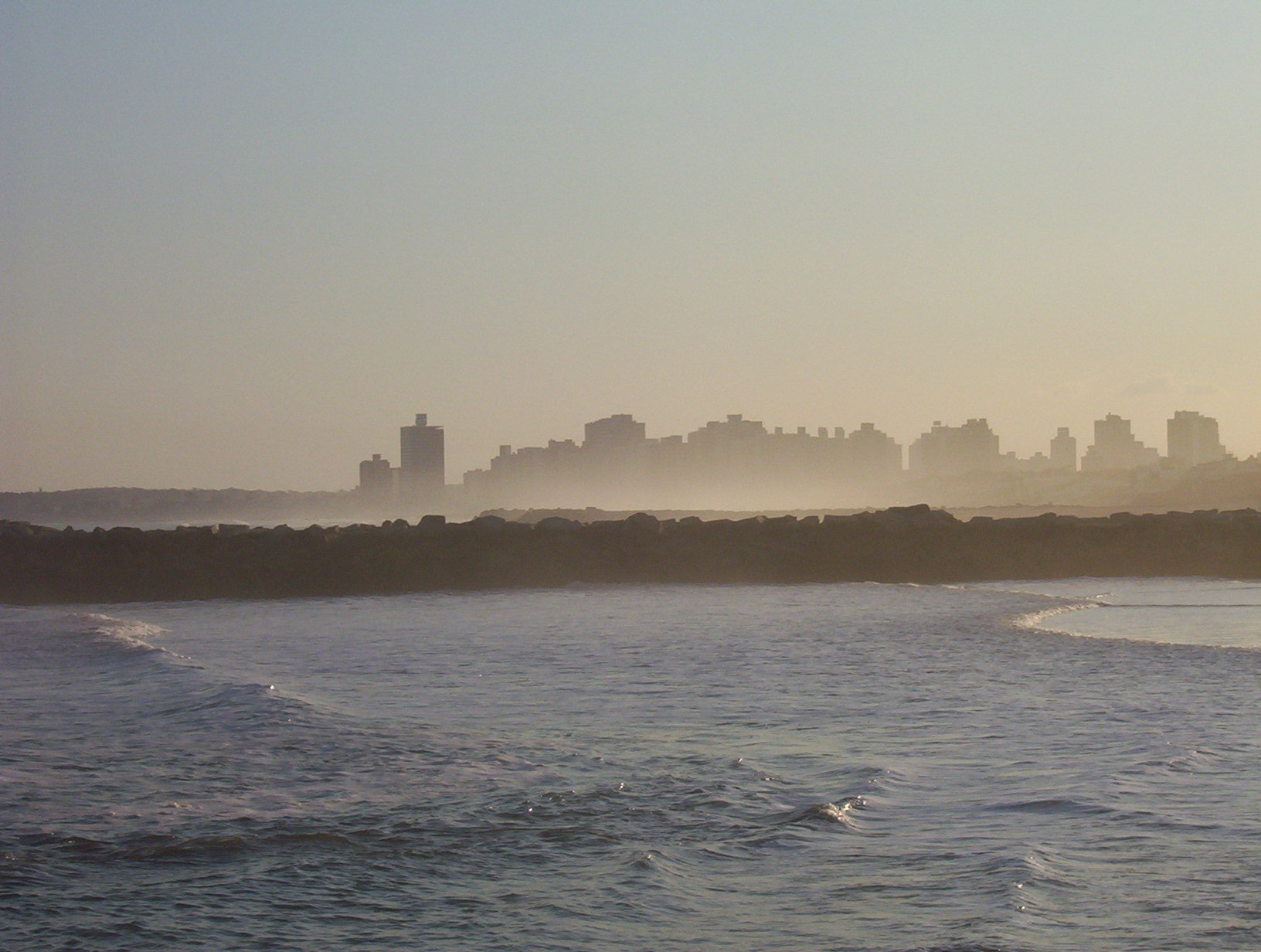
Cidade de Miramar.

- Mar del Plata, cabeceira do partido de Gral. Pueyrredón, é a mais famosa e reúne em todos seus recursos naturais, desde serras e lagunas até praias e bosques, com muitas ofertas de serviços e atividades, e uma excelente capacidade hoteleira.
- Ao sul de Mar del Plata encontramos a Chapadmalal onde se encontra a residência de descanso presidencial.
- Mar Chiquita é um partido que conta com uma grande quantidade de vilas balneárias como Mar Chiquita, La Baliza, La Caleta, Mar de Cobo, Frente Mar, Camet Norte, Santa Elena, Atlántida e Playa Dorada.

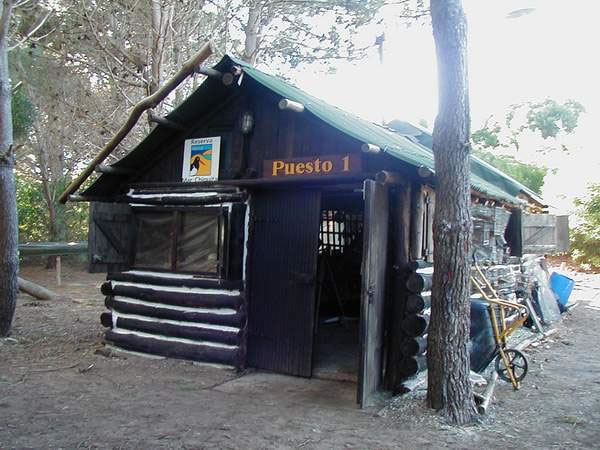
Cabana de Usos Múltiplos que serve de base de operações para o serviço de guarda-parques da Reserva da Biosfera "Parque Mar Chiquito".

- Miramar, está ao sul de Mar del Plata, é a cabeceira do partido de Partido de General Alvarado, ao sul desta se encontra Mar del Sur, estas localidades estão vinculadas a Mar del Plata mediante a Rota Provincial 11, também a Miramar chega uma linha ferroviária que passa por Mar del Plata.

No sul, encontramos a:
- Necochea, Orense, Claromecó e Monte Hermoso, com águas muitas tranqüilas e templadas, cujo paisagem mais famosa é a por ou o nascer do sol na praia.

## Río Negro

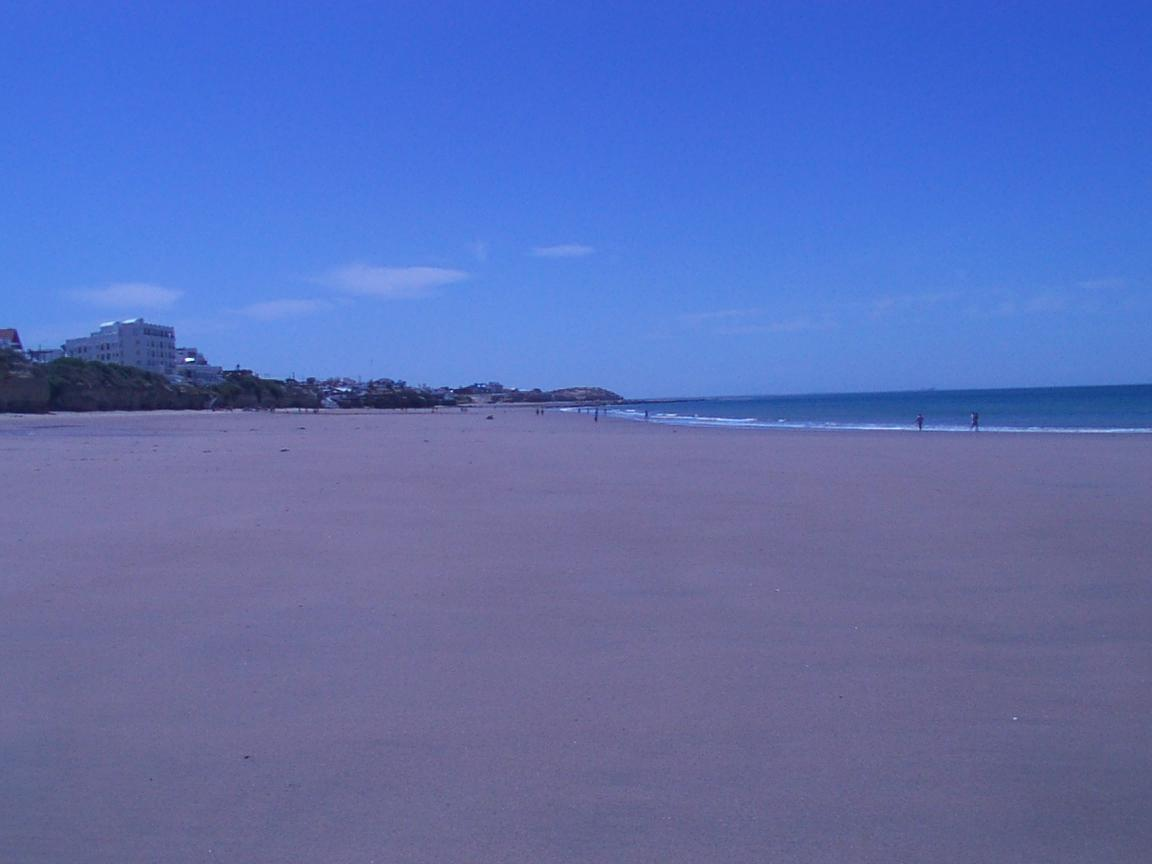
Las Grutas.

- Balneário El Cóndor. Próximo a cidade de Viedma, se encontram uma serie de pequenos balneários sobre as falésias.
- Situada no golfo San Matías, Las Grutas é a maior e mais famosa das Praias Patagônicas. Conta com uma importante infraestrutura de alojamento para desfrutar de una serie de praias virgens, recobertas totalmente de almejas e caracóis.

## Chubut
- Puerto Madryn durante a temporada de verão, as praias são muito concorridas, onde além de banhos de sol e água se praticam esportes náuticos. Ao largo delas, há balneários com serviços de restaurante e confeiteiras que se encontram abertos durante todo o ano. Os golfos San José e Nuevo são visitados principalmente para realizar "batismos submarinos". Puerto Madryn é denominada "Capital Nacional do Mergulho". Possui águas cristalinas e serenas, o que permite uma penetração de luz até os 70 m de profundidade. Todas as cidades possuem cenários naturais aptos para a prática da pesca, os esportes náuticos, os safáris, o trekking e as cavalgadas, além da mais variada oferta gastronômica e hoteleira.
- Playa Unión é o principal balneário da cidade de Rawson localizada a 6 km desta.
- Playa Magagna denomina-se a uma faixa costeira de uns seis quilômetros a 12 km de Rawson. É um complexo de várias praias, que formam una constante variedade de belezas naturais, tanto das praias, como do meio que o rodeia, nestas praias se celebrara a primeira Festa Provincial do Pulpo. Nestas costas também se constrói uma defesa contra a erosão do mar, devido ao dano que em poucos anos se acentuo nessa zona.
- Rada Tilly é uma localidade situada 14 km ao sul de Comodoro Rivadavia. Suas extensas praias (mais de 500 m em maré baixa) convidam a ser percorridas em tranqüilas caminhadas. A paisagem de águas azuis e deserto selvagem se pode desfrutar desde seus mirantes, localizados em cada um dos cerros que rodeiam a villa Rada Tilly: ao norte Punta Piedras e ao sul Punta del Marqués. Ao sul de Rada Tilly a Reserva de Punta Marqués, uma imponente meseta composta por fundos marinhos que supera os 20 milhões de anos de antiguidade, se interna 1500 m no Mar Argentino, demarcando o centro do Golfo San Jorge.

## Santa Cruz
- Caleta Olivia é, possivelmente, a localidade mais austral do mundo onde encontramos turismo balneário (não termal). Mais ao sul, as águas são excessivamente frias, incluso em pleno verão.